# Reliance Film Company
La Reliance Film Company fu una casa cinematografica statunitense fondata nel 1909. Qualche tempo dopo, fu acquisita da Charles O. Baumann, Adam Kessel e Charlie Kessel. Nel 1911, Harry Aitken acquistò la Reliance Film Company da Charles O. Baumann. Quest'ultimo, quando aveva presentato alla stampa e al pubblico la nuova casa di produzione, ne aveva magnificato le caratteristiche, con i laboratori "costruiti a costi enormi, che occupano 15.000 metri quadrati di spazio", "le strutture per lo sviluppo e la stampa sono ineguagliabili", "e l'aria filtrata viene utilizzata, pompata attraverso il pavimento e estratta dai ventilatori di aspirazione nel soffitto, eliminando la possibilità di particelle di polvere e producendo una fotografia della limpidezza del cristallo. Lo studio è 100 x 75 piedi e il palco 40 x 36, con l'intero tetto e lati di vetro costruito appositamente".

## Storia
Fu uno dei primi studi cinematografici degli Stati Uniti e aveva tra i suoi registi Hal Reid, Edward Morrissey e Wallace Reid. Anche se la Reliance fu originariamente creata per fare commedie, si specializzò principalmente in melodrammi.

## Filmografia

### 1910
- The Gray of the Dawn, regia di Eugene Sanger – cortometraggio (1910)
- The Armorer's Daughter – cortometraggio (1910)
- Where Sea and Shore Doth Meet – cortometraggio (1910)

### 1911
- As the Master Orders – cortometraggio (1911)
- The Hour of Fate – cortometraggio (1911)
- On Kentucky Soil – cortometraggio (1911)
- A Country Girl – cortometraggio (1911)
- The Vows – cortometraggio (1911)
- For Remembrance – cortometraggio (1911)
- The Command from Galilee – cortometraggio (1911)
- The Little Avenger – cortometraggio (1911)
- Three Men – cortometraggio (1911)
- Souls Courageous – cortometraggio (1911)
- A Trick of Fortune – cortometraggio (1911)

- Till Death Do Us Part – cortometraggio (1911)
- In the Tepee's Light – cortometraggio (1911)

- The Conflict – cortometraggio (1911)
- The Harvest – cortometraggio (1911)

- The Orphan – cortometraggio (1911)

- Thou Shalt Not Steal – cortometraggio (1911)

- His Son, regia di Milton J. Fahrney – cortometraggio (1911)
- Out of Darkness – cortometraggio (1911)
- The Godfather – cortometraggio (1911)
- His Dream – cortometraggio (1911)
- The Cobbler – cortometraggio (1911)
- For His Sake – cortometraggio (1911)
- A Narrow Escape – cortometraggio (1911)
- Divorce – cortometraggio (1911)
- The Greater Love – cortometraggio (1911)
- The Track Walker – cortometraggio (1911)
- The Moonshiners – cortometraggio (1911)
- A Daughter of Italy – cortometraggio (1911)
- The Birth-Mark – cortometraggio (1911)

### 1912
- The Gangfighter – cortometraggio (1912)
- The Quarrel – cortometraggio (1912)
- Natural History Series, No. 1 – documentario, cortometraggio (1912)
- The Appointed Hour – cortometraggio (1912)
- The Deception – cortometraggio (1912)
- Solomon's Son – cortometraggio (1912)
- The Man Under the Bed – cortometraggio (1912)
- The Stolen Letter – cortometraggio (1912)
- Wanted a Wife – cortometraggio (1912)
- The Gambler's Daughter, regia di Stanner E.V. Taylor – cortometraggio (1912)
- The Duel, regia di James Kirkwood – cortometraggio (1912)
- The Yeggman – cortometraggio (1912)
- The Better Man – cortometraggio (1912)

- The Ruling Passion – cortometraggio (1912)
- Hide and Seek – cortometraggio (1912)
- Jealousy – cortometraggio (1912)
- A Tragic Experiment – cortometraggio (1912)
- Father Beauclaire, regia di Hal Reid – cortometraggio (1912)
- Fur Smugglers – cortometraggio (1912)
- The Birthday Present – cortometraggio (1912)
- Mother – cortometraggio (1912)
- When the Heart Calls – cortometraggio (1912)
- An Opportune Burglar – cortometraggio (1912)
- Love Is Blind – cortometraggio (1912)
- The Burglar's Reformation, regia di George Terwilliger – cortometraggio (1912)
- Bedelia As a Mother-In-Law – cortometraggio (1912)
- The Pygmy Circus – documentario, cortometraggio (1912)
- The Return of John Gray – cortometraggio (1912)
- The Recoil – cortometraggio (1912)
- The Miser's Daughter – cortometraggio (1912)
- Mixed Identities – cortometraggio (1912)
- The District Attorney's Conscience, regia di James Kirkwood – cortometraggio (1912)

- Curfew Shall Not Ring Tonight, regia di Hal Reid – cortometraggio (1912)
- His Mother's Son – cortometraggio (1912)
- Kaintuck, regia di Hal Reid – cortometraggio (1912)
- Virginius, regia di Hal Reid – cortometraggio (1912)
- The Forbidden Way – cortometraggio (1912)
- Votes for Women, regia di Hal Reid – cortometraggio (1912)
- Before the White Man Came, regia di Otis Turner – cortometraggio (1912)
- Rip van Winkle – cortometraggio (1912)
- Grandpa – cortometraggio (1912)
- At Cripple Creek, regia di Hal Reid – cortometraggio (1912)
- Love Me, Love My Dog – cortometraggio (1912)

- The Wood Nymph – cortometraggio (1912)
- Phillip Steele, regia di Tony O'Sullivan – cortometraggio (1912)
- The Two Fathers – cortometraggio (1912)
- One Against One, regia di Tony O'Sullivan (Anthony O'Sullivan) – cortometraggio (1912)
- North of Fifty-Three, regia di Anthony O'Sullivan – cortometraggio (1912)

- Love Knows No Laws – cortometraggio (1912)
- Caleb West, regia di Oscar Apfel – cortometraggio (1912)
- The Geranium – cortometraggio (1912)

- The True Love – cortometraggio (1912)

- Bedelia and the Newlyweds – cortometraggio (1912)
- The Faith Healer – cortometraggio (1912)
- Father – cortometraggio (1912)

- Joe's Reward – cortometraggio (1912)
- The Old Mam'selle's Secret – cortometraggio (1912)
- The Fires of Conscience, regia di Oscar Apfel – cortometraggio (1912)

### 1913
- Duty and the Man, regia di Oscar Apfel – cortometraggio (1913)
- The Open Road, regia di Oscar Apfel – cortometraggio (1913)
- The Bells, regia di Oscar Apfel – cortometraggio (1913)
- The Little Pirate – cortometraggio (1913)
- The Fight for Right, regia di Oscar Apfel – cortometraggio (1913)
- Twickenham Ferry – cortometraggio (1913)
- Hearts – cortometraggio (1913)
- The Other Woman – cortometraggio (1913)

### 1914
- Per il suo padrone (For His Master), regia di Christy Cabanne – cortometraggio (1914)
- The Death Dice, regia di Raoul Walsh – cortometraggio (1915)
- A Working Girl's Romance, regia di Edward Morrissey – cortometraggio (1914)
- The Girl in the Shack, regia di Edward Morrissey – cortometraggio (1914)
- The Green-Eyed Devil, regia di James Kirkwood – cortometraggio (1914)
- The Mysterious Shot, regia di Donald Crisp – cortometraggio (1914)
- La medaglia disonorata (The Dishonored Medal), regia di Christy Cabanne - mediometraggio (1914)
- Amore di madre (Home, Sweet Home), regia di D.W. Griffith (1914)
- The Rose Bush of Memories, regia di Edward Morrissey – cortometraggio (1914)
- The Cowboy's Chicken Dinner – cortometraggio (1914)
- The Horse Wrangler, regia di John G. Adolfi – cortometraggio (1914)
- Izzy's Night Out – cortometraggio (1914)
- Il pistolero (The Gunman), regia di Christy Cabanne – cortometraggio (1914)
- The Sheriff's Choice, regia di Arthur Mackley – cortometraggio (1914)
- The Widow's Children – cortometraggio (1914)
- The Joke on Yellentown, regia di Arthur Mackley – cortometraggio (1914)
- The Message – cortometraggio (1914)

### 1915
- The Craven, regia di Christy Cabanne – cortometraggio (1915)
- The Other Man – cortometraggio (1915)
- The Lucky Transfer, regia di Tod Browning – cortometraggio (1915)
- The Baby, regia di Sidney Franklin e Chester M. Franklin – cortometraggio (1915)
- The Man of It – cortometraggio (1915)
- A Mother's Justice, regia di Arthur Mackley – cortometraggio (1915)
- The Housemaid – cortometraggio (1915)
- Rose Leaves – cortometraggio (1915)
- The Silent Witness – cortometraggio (1915)
- The Showdown – cortometraggio (1915)
- Little Marie, regia di Tod Browning – cortometraggio (1915)
- The Lie – cortometraggio (1915)
- The Turning Point – cortometraggio (1915)